# 聖鬥士星矢 Episode G
《聖鬥士星矢EPISODE.G》是车田正美原著、画者为冈田芽武的《聖鬥士星矢》外傳作品，于2002年12月19日开始，在秋田书店月刊《Champion RED》连载。

## 故事概要
自神话时代起，为保卫人类世界和平的战士们，接受战神雅典娜的加护一直战斗着，人们称他们为圣斗士。1979年的现代，神话一直延续至今。不管身处何方，当非自然的邪恶力量袭来，圣斗士就会出现保护大地上的人们。然而，在遥远的过去被大神宙斯封印于冥府的太古众神——泰坦神族在现代复活了。各种魔物随之从冥府归来，人类世界陷入前所未有的危机之中。为了再度支配大地，泰坦神族开始侵略圣域。圣斗士们为了保护女神和所爱之人，以自己性命为盾、以勇气为矛与神对抗。超越人类认知的神与圣斗士之间的战斗，犹如诸神之战再度爆发。当泰坦神族之王克洛诺斯复活过来，战斗的舞台从地上转到泰坦神族所支配的冥府。圣斗士与泰坦神族赌上各自的命运，揭开了这场最终之战的序幕。

## 登場角色

### 黄金聖鬥士
獅子座 艾奧里亞

## 单行本
1. 2003年7月20日刊行 ISBN 4-253-23111-x
2. 2003年11月25日刊行 ISBN 4-253-23112-8
3. 2004年3月20日刊行 ISBN 4-253-23113-6
4. 2004年8月30日刊行 ISBN 4-253-23114-4
5. 2004年12月25日刊行 ISBN 4-253-23115-2
6. 2005年5月20日刊行 ISBN 4-253-23116-0
7. 2005年8月20日刊行 ISBN 4-253-23117-9
8. 2006年1月20日刊行 ISBN 4-253-23118-7
9. 2006年6月20日刊行 ISBN 4-253-23119-5
10. 2006年9月20日刊行 ISBN 4-253-23120-9
11. 2007年3月20日刊行 ISBN 978-4-253-23125-1
12. 2007年9月20日刊行 ISBN 978-4-253-23126-8
13. 2008年1月20日刊行 ISBN 978-4-253-23127-5
14. 2008年6月20日刊行 ISBN 978-4-253-93012-3（同日0巻 刊行 ISBN 978-4-253-23110-7）
15. 2008年9月5日刊行 ISBN 978-4-253-23129-9
16. 2009年2月5日刊行 ISBN 978-4-253-23130-5
17. 2009年7月5日刊行 ISBN 978-4-253-23134-3 (17.5巻 2011年2月19日发行的Champion RED4月号別册附录)
18. 2011年8月19日刊行 ISBN 978-4-253-23135-0
19. 2011年12月20日刊行 ISBN 978-4-253-23136-7